# XXVIII Conferenza delle Parti dell'UNFCCC

Loogo dell'UNFCCC

La Conferenza delle Nazioni Unite sui cambiamenti climatici del 2023, conosciuta anche come COP28, è stata la XXVIII Conferenza delle Parti della Convenzione quadro delle Nazioni Unite sui cambiamenti climatici e si è tenuta all'Expo City di Dubai, sotto la presidenza degli Emirati Arabi Uniti, dal 30 novembre al 13 dicembre 2023.
Oltre alla 28ª Conferenza delle Parti dell'UNFCCC (COP28), ha compreso anche la 18ª Conferenza delle Parti del Protocollo di Kyoto (CMP18) e la 5ª Conferenza delle Parti dell'Accordo di Parigi (CMA5).

## Contesto
In base alla prassi della rotazione tra i gruppi regionali delle Nazioni Unite, l'organizzazione della Conferenza del 2023 spetta all'Asia (la volta precedente è stata nel 2012 a Doha). Che gli Emirati Arabi Uniti avrebbero organizzato la COP28 è stato comunicato da Abdullah bin Zayed Al Nahyan, ministro emiratino degli affari esteri e della cooperazione, alla COP26 2021 di Glasgow.

## Dopo la COP27

### Impegni non mantenuti
Il 14 settembre 2023 è stato pubblicato il rapporto United in Science 2023, realizzato dall'Organizzazione meteorologica mondiale (WMO) con i contributi di 18 tra agenzie delle Nazioni Unite e organizzazioni internazionali. Secondo tale rapporto solo il 15% degli Obiettivi di sviluppo sostenibile (SDG) è sulla buona strada per essere conseguito entro il 2030. Per raggiungere gli obiettivi dell'Accordo di Parigi di limitare il riscaldamento ben al di sotto dei 2 °C e preferibilmente a 1,5 °C, le emissioni globali di gas serra devono essere ridotte rispettivamente del 30% e del 45% entro il 2030, con l'anidride carbonica (CO₂) avvicinarsi allo zero netto entro il 2050, rispetto alle attuali proiezioni. I progressi senza precedenti nelle scienze e nei servizi legati alla meteorologia, al clima e all'acqua rimangono sottoutilizzati a sostegno dello sviluppo sostenibile, ma devono essere migliorati, accelerati e ampliati per sostenere il raggiungimento degli Obiettivi di sviluppo sostenibile.
Secondo un rapporto della Convenzione quadro delle Nazioni Unite sui cambiamenti climatici (UNFCCC), presentato il 14 novembre 2023, che ha esaminato i Contributi determinati a livello nazionale (NDC) dei 195 paesi aderenti, con le tendenze in essere le emissioni globali di gas serra dovrebbero aumentare del 9% entro il 2030, rispetto ai livelli del 2010, mentre l'impegno è di diminuire del 45% entro la fine del decennio.
Secondo un rapporto dell'Organizzazione per la cooperazione e lo sviluppo economico (OCSE), pubblicato il 16 novembre 2023, in merito all'impegno a versare 100 miliardi di dollari ai paesi in via di sviluppo a partire dal 2020, ha certificato che nel 2021 risultavano versati 89,6 miliardi di dollari e che l'impegno sarebbe stato raggiunto nell'anno 2022.
Il 20 novembre 2023 il Programma delle Nazioni Unite per l'ambiente (UNEP) ha pubblicato l'Emissions Gap Report 2023: Broken Record – Temperatures hit new highs, yet world fails to cut emissions (again), secondo il quale le emissioni globali di gas serra sono aumentate dell'1,2% dal 2021 al 2022, raggiungendo un nuovo primato di 57,4 gigatonnellate di anidride carbonica equivalente (GtCO₂e), aggiungendo che gli impegni sul cambiamento climatico per il 2030 mettono il pianeta sulla strada per limitare l’aumento della temperatura globale tra 2,5 e 2,9 °C rispetto ai livelli preindustriali.

## Presidenza

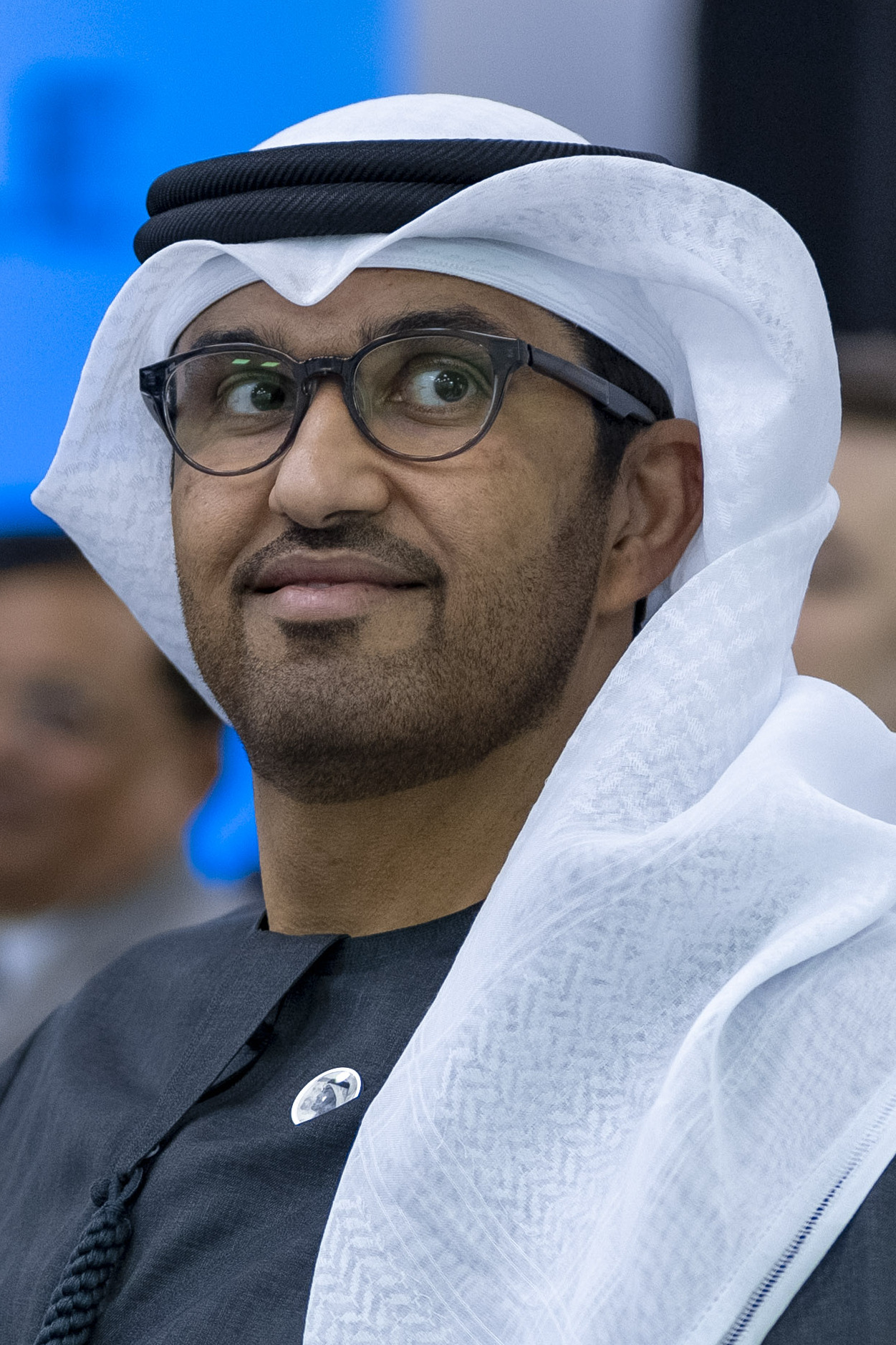
Sultan Ahmed al-Jaber (2023)

A presiedere la COP28 è stato nominato Sultan Ahmed al-Jaber, amministratore delegato di Abu Dhabi National Oil Company (ADNOC, principale compagnia petrolifera degli Emirati), fondatore e presidente di Masdar (compagnia statale di energie rinnovabili), ministro dell'industria e della tecnologia avanzata, ex inviato speciale emiratino per il clima.
Nella stessa sede sono state comunicate altre due importanti cariche per la gestione della COP28, con il compito di ascoltare e coinvolgere attori statali e non statali, tra cui organizzazioni non governative, imprenditori, giovani, donne e popolazioni indigene: Shamma Al Mazrui, ministra emiratina per la gioventù, nominata Young Climate Champion; Razan Al Mubarak, presidente dell'Unione internazionale per la conservazione della natura (IUCN), nominata Campione di alto livello del cambiamento climatico delle Nazioni Unite.
A livello diplomatico la nomina di Al Jaber è stata accolta favorevolmente, evidenziando il ruolo a favore delle energie rinnovabili: da John Kerry, inviato speciale del presidente degli Stati Uniti per il clima, a Frans Timmermans, commissario europeo per il clima e il Green Deal europeo.
Molto critico il mondo degli ambientalisti. Tracy Carty, di Greenpeace International: «Greenpeace è profondamente allarmata per la nomina dell'amministratore delegato di una compagnia petrolifera a guidare i negoziati globali sul clima. Questo costituisce un pericoloso precedente, mettendo a rischio la credibilità degli Emirati Arabi Uniti e la fiducia che è stata riposta in loro dalle Nazioni Unite a nome delle persone delle generazioni attuali e future. La COP28 deve concludersi con un impegno senza compromessi per una giusta eliminazione di tutti i combustibili fossili: carbone, petrolio e gas. Non c'è posto per l'industria dei combustibili fossili nei negoziati globali sul clima».
Tasneem Essop, direttore esecutivo di Climate Action Network: è «imperativo che il mondo sia rassicurato sul fatto che si dimetterà dal suo ruolo di amministratore delegato di ADNOC. Non può presiedere un processo che ha il compito di affrontare la crisi climatica con un tale conflitto di interessi, guidando un'industria che è responsabile della crisi stessa. Se non si dimettesse dalla carica di amministratore delegato, equivarrebbe a una conquista su larga scala dei colloqui climatici delle Nazioni Unite da parte di una compagnia petrolifera nazionale e dei suoi lobbisti associati».
Teresa Anderson, responsabile giustizia climatica di ActionAid: «Stiamo vedendo sempre più gli interessi dei combustibili fossili prendere il controllo del processo e modellarlo per soddisfare le proprie esigenze. Per essere presi sul serio come intermediari onesti per il cambiamento, gli organizzatori del vertice devono fare di tutto per evitare un conflitto di interessi».
Secondo il gruppo investigativo indipendente Center for Climate Reporting, almeno una dozzina di dipendenti dell'ADNOC farà parte del gruppo di esperti che lavorerà all'organizzazione della COP28.
Il quotidiano britannico The Guardian e i giornalisti del Center for Climate Reporting hanno segnalato che nel corso di un'intervista condotta da Mary Robinson, di Global Elders, al-Jaber ha affermato che non esiste evidenza scientifica che indichi che è necessaria l'eliminazione graduale dei combustibili fossili (phase out) per limitare il riscaldamento globale a 1,5 °C e che la loro eliminazione non consentirebbe lo sviluppo sostenibile «a meno che non si voglia riportare il mondo all'età delle caverne».
Il segretario generale delle Nazioni Unite António Guterres ha commentato: «Affermazioni assolutamente preoccupanti e sull'orlo del negazionismo climatico».

### Lobbismo
Il 27 novembre 2023 il Center for Climate Reporting (organizzazione no-profit di giornalismo investigativo) e la BBC hanno pubblicato documenti riservati che rivelavano che gli Emirati Arabi Uniti intendevano utilizzare la COP28 come piattaforma per discutere accordi commerciali con 30 paesi, compreso uno con la Cina per «valutare congiuntamente le opportunità internazionali del gas naturale liquefatto» in Mozambico, Canada e Australia.
Sultan al-Jaber ha respinto le accuse definendole un tentativo di minare il lavoro della presidenza della COP28, aggiungendo che gli Emirati Arabi Uniti non hanno bisogno della presidenza della Conferenza per stabilire accordi o relazioni commerciali migliori.
La coalizione Kick Big Polluters Out (KBPO), analizzando la lista dei partecipanti alla COP28, ha segnalato che parteciperanno alla Conferenza almeno 2.456 lobbisti collegati ai combustibili fossili mentre alla COP27 del 2022 erano 636. In confronto i dieci paesi più vulnerabili al cambiamento climatico sono rappresentati complessivamente da 1.509 delegati.
Il quotidiano britannico The Guardian e le agenzie di stampa Bloomberg News e Reuters hanno documentato che il 6 dicembre Haitham al-Ghais, segretario generale dell'Organizzazione dei Paesi esportatori di petrolio, ha inviato una lettera ai 13 paesi dell'OPEC e ai 10 paesi dell'OPEC+ con la quale segnala che l'eliminazione graduale dei combustibili fossili (phase out) «potrebbe raggiungere un punto critico con conseguenze irreversibili» sollecitandoli a «rifiutare proattivamente qualsiasi testo o formula che miri all'energia, cioè ai combustibili fossili, piuttosto che alle emissioni».

### Lavoratori stranieri
FairSquare, organizzazione britannica che si occupa di diritti umani, ha pubblicato un rapporto basato su testimonianze e fotografie, affermando che i lavoratori stranieri sono stati esposti a un clima pericolosamente caldo e umido per preparare la sede della COP28. Secondo FairSquare, nel settembre 2023 una dozzina di lavoratori stranieri provenienti dall'Asia e dall'Africa hanno lavorato all'aperto con temperature che raggiungevano i 42 °C nonostante che la legge degli Emirati proibisca di lavorare nelle ore più calde dei mesi estivi (midday ban). Un portavoce della COP28 ha respinto le accuse e ha affermato che non è stata trovata alcuna prova della violazione della legge, affermando che gli appaltatori dovevano disporre di piani di sicurezza termica per i lavoratori monitorati in base all'indice WBGT (Wet Bulbe Globe Temperature).

### Sorveglianza digitale
In vista della COP28, Amnesty International ha espresso preoccupazione sul fatto che gli Emirati Arabi Uniti potrebbero continuare a utilizzare la sorveglianza digitale per spiare i difensori dei diritti umani e i membri della società civile negli Emirati, compresi i partecipanti alla COP28. Rebecca White, referente del team Disrupting surveillance di Amnesty International, ha affermato che gli Emirati Arabi Uniti hanno precedenti nell'uso della sorveglianza digitale «usata come un'arma per schiacciare i dissensi e soffocare la libertà di espressione», aggiungendo: «Le autorità degli Emirati Arabi Uniti non devono impegnarsi in una sorveglianza elettronica illegale dei partecipanti alla Conferenza e di tutti i cittadini e residenti degli Emirati. Devono inoltre consentire ai partecipanti alla COP28 di scaricare applicazioni di comunicazione internazionale rispettose della privacy come Signal per garantire che possano utilizzare mezzi di comunicazione sicuri e crittografati».
Il blogger e dissidente Ahmed Mansoor, dopo anni di stretta sorveglianza e di continui hackeraggi, nel 2017 è stato arrestato e condannato a 10 anni di detenzione.

## Città ospitante

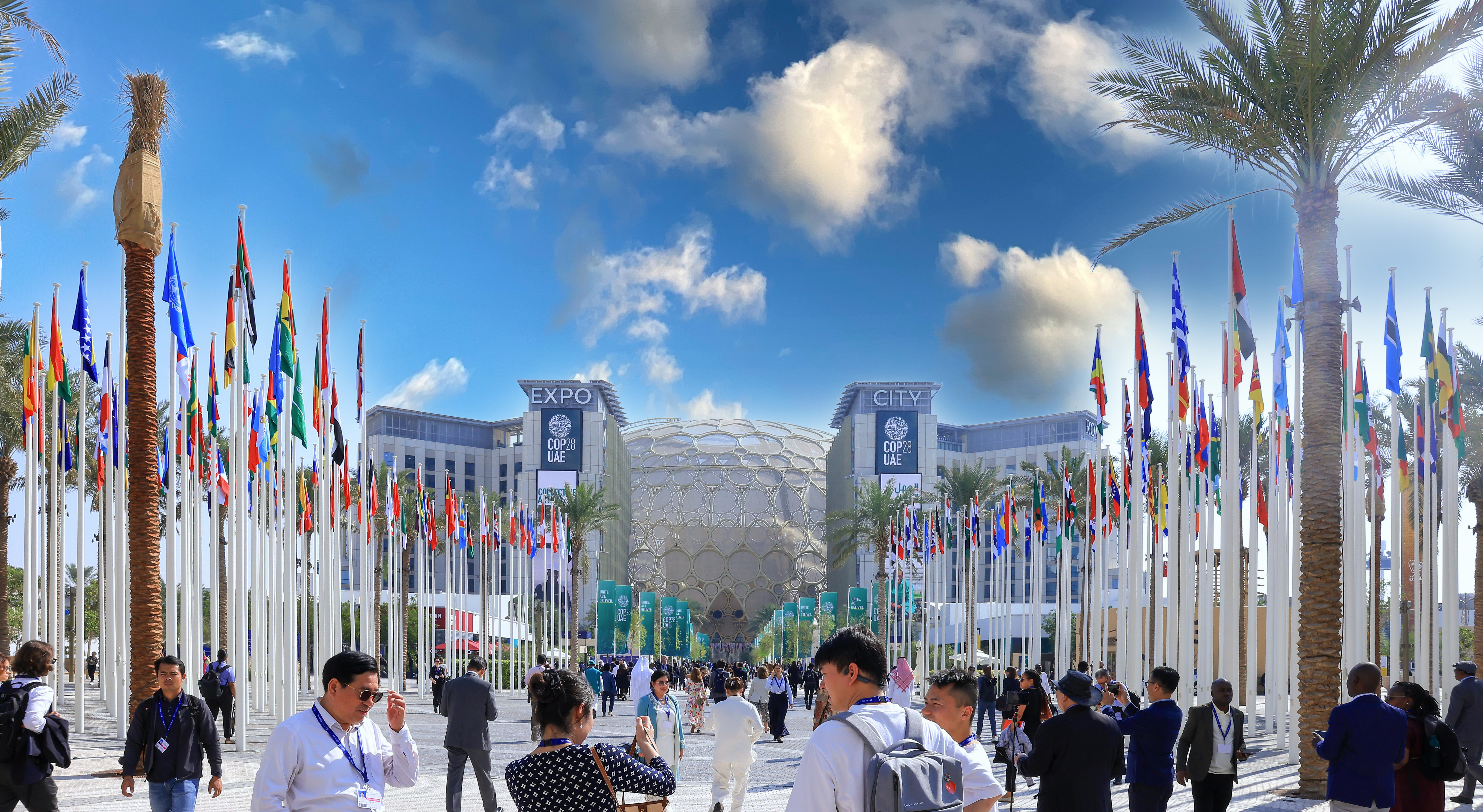
Ingresso dell'Expo City

La Conferenza si è tenuta presso l'Expo City Dubai, un'area di 438 ettari a sud di Dubai, che aveva già ospitato l'Expo 2020.
Per garantire che la COP28 sia un evento sostenibile e a zero emissioni di carbonio la presidenza della stessa si è impegnata a realizzare un sistema di gestione degli eventi sostenibile, certificato secondo gli standard internazionali ISO 20121:2012, oltre a garantire che l'evento sarebbe stato a zero emissioni di carbonio, conforme a PAS 2060:2014.
L'area della Conferenza era suddivisa in due zone: «zona blu» e «zona verde»:
- la «zona blu»,[38] più ristretta, era gestita dall'UNFCCC ed era destinata solo alle delegazioni delle Parti, ai capi di Stato e di governo, agli osservatori autorizzati e alla stampa accreditata;[39]
- la «zona verde»,[40] più ampia, era gestita dalla presidenza emiratina della COP, era aperta al pubblico e ospitava gli stand nazionali, eventi collaterali organizzati da associazioni giovanili, dalla società civile, accademici e imprenditori.[41]

## Verso la COP28

### Dialogo sul clima di Petersberg
Il 2-3 maggio 2023, si è tenuto a Berlino il 14º Dialogo sul clima di Petersberg (PCD 14), con la partecipazione di ministri e rappresentanti di alto livello
di 36 paesi.
I partecipanti hanno espresso la necessità che la COP28 invii forti segnali sulla direzione di marcia del sistema energetico globale al fine di sostenere una transizione pragmatica, ben gestita e conveniente verso zero emissioni nette; per una transizione energetica equa; perché gli alti costi dei capitali sono un ostacolo per gli investimenti nei paesi in via di sviluppo; per rafforzare la cooperazione globale; per la gestione del carbonio, attraverso il rimboschimento e le soluzioni tecnologiche.
Tutti i partecipanti hanno convenuto che una priorità per la COP28 sarà arrivare all'accordo per l'adozione del fondo per perdite e danni.

### Conferenza sul cambiamento climatico di Bonn
Dal 5 al 15 giugno 2023 si è tenuta la Conferenza sul cambiamento climatico di Bonn, presenti 4 486 tra delegati e giornalisti di 186 paesi.
Alla Conferenza di Bonn sono stati compiuti progressi su questioni di fondamentale importanza, tra cui il bilancio globale, i finanziamenti per il clima, il tema perdite e danni e l'adattamento climatico, per giungere a un testo base da presentare alla COP28.
Invece non si è trovato l'accordo su quale organizzazione ospiterà il Santiago Network, deciso alla COP25, in tema di perdite e danni associati agli effetti negativi del cambiamento climatico; il mancato riconoscimento degli ultimi rapporti dell'Gruppo intergovernativo sul cambiamento climatico (IPCC); il mancato accordo sulla definizione di "giusta transizione".

### Vertice per un nuovo patto finanziario mondiale
Il Summit for a New Global Financial Pact si è tenuto a Parigi il 22-23 giugno 2023 e ha riunito circa 40 capi di Stato e di governo, più di 120 ONG e coalizioni di ONG, più di 40 organizzazioni internazionali e più di 70 partner privati e del terzo settore.
I risultati del vertice sono stati:
- impegno dei paesi del G20 per ridistribuire l'equivalente di 100 miliardi di diritti speciali di prelievo;
- l'impegno di versare 100 miliardi di dollari ai paesi in via di sviluppo dovrebbe essere raggiunto nel 2023, tre anni dopo la scadenza;
- chiedere un aumento della capacità creditizia delle banche multilaterali per lo sviluppo (MDB) di 200 miliardi di dollari nei prossimi dieci anni;
- impegno della Banca Mondiale nei contratti di prestito di introdurre clausole di sospensione del rimborso in caso di catastrofi naturali.

### Decennio internazionale delle scienze per lo sviluppo sostenibile
Il 25 agosto 2023 la 96ª riunione plenaria della 77ª sessione dell'Assemblea generale delle Nazioni Unite ha adottato la risoluzione 77/326 che proclama il «Decennio internazionale delle scienze per lo sviluppo sostenibile» per il periodo 2024-2033, con lo scopo di aumentare la consapevolezza dell'importanza di tutte le scienze per lo sviluppo sostenibile e contribuire a un approccio scientifico coordinato e collaborativo, fornendo ai politici analisi basate sull'evidenza e dati necessari per stabilire e attuare efficacemente le politiche in modo che nessuno venga lasciato indietro.

### Settimane regionali del clima
Nel 2023 si sono tenute quattro settimane regionali (Regional Climate Weeks), organizzate dall'UNFCCC, in preparazione della COP28 e alla conclusione del primo "bilancio globale":
- La settimana africana del clima (Africa Climate Week, ACW) si è tenuta dal 4 all'8 settembre 2023 a Nairobi (Kenya)[52] in parallelo con il vertice africano del clima (Africa Climate Summit 2023, Nairobi, 4-6 settembre 2023).[53]
- La settimana del clima del Medio Oriente e del Nordafrica (Middle East and North Africa Climate Week, MENACW) si è tenuta a Riad (Arabia Saudita) dall'8 al 12 ottobre 2023.[54]
- La settimana del clima dell'America latina e dei Caraibi (Latin America and the Caribbean Climate Week, LACCW) si è tenuta a Panama dal 23 al 27 ottobre 2023.[55]
- La settimana del clima dell'Asia-Pacifico (Asia-Pacific Climate Week, APCW), si è tenuta a Johor Bahru (Malaysia) dal 13 al 17 novembre 2023.[56]

### G20 di Nuova Delhi 2023
La dichiarazione finale del G20 del 2023 (Nuova Delhi, 9-10 settembre) contiene la promessa di triplicare, entro il 2030, la produzione di fonti di energia rinnovabile, sforzi verso la riduzione della produzione di elettricità dal carbone, razionalizzare le sovvenzioni «inefficaci» alle energie da combustibili fossili, confermare l'obiettivo di 1,5 °C «necessita una riduzione rapida, forte e sostenuta delle emissioni, pari al 43% di qui al 2030 rispetto ai livelli del 2019».

### Vertice sugli Obiettivi dello sviluppo sostenibile
Il 18-19 settembre 2023 si è tenuto presso la sede delle Nazioni Unite a New York il secondo vertice sugli Obiettivi di sviluppo sostenibile (SDG Summit 2023).
Giunto a metà strada nella realizzazione dell'Agenda 2030, il vertice è servito a fornire una guida politica di alto livello per inaugurare una nuova fase verso gli Obiettivi di sviluppo sostenibile. A tal fine gli Stati membri, il sistema delle Nazioni Unite e tutte le parti interessate sono stati chiamati a presentare un "Piano di salvataggio per le persone e il pianeta", individuando una serie di misure urgenti.

### Climate Ambition Summit
Il 20 settembre 2023 si è tenuto presso la sede delle Nazioni Unite a New York il primo Climate Ambition Summit, voluto dal segretario generale delle Nazioni Unite António Guterres, il quale, nel discorso di apertura ha affermato: «L'umanità ha aperto le porte dell'inferno. [...] Se non cambia nulla ci stiamo dirigendo verso un aumento della temperatura di 2,8 °C, verso un mondo pericoloso e instabile.»
In preparazione del vertice era stata presentata la «roadmap per un pianeta vivibile», articolata in quattro punti:
1. anticipare la neutralità climatica al 2040 per i paesi sviluppati e al 2050 per le economie emergenti;
2. preparare il piano aggiornato dei Contributi determinati a livello nazionale (NDC) da presentare nel 2025;
3. presentare piani di transizione energetica per garantire la produzione di elettricità a zero emissioni, al 2035 per i paesi sviluppati e al 2040 per gli altri paesi;
4. accelerare la decarbonizzazione dei settori ad alte emissioni come navigazione, aviazione, acciaio, cemento, agricoltura, alluminio.

### Fondo verde per il clima
Il 5 ottobre 2023 si è tenuta a Bonn la Conferenza ad alto livello dei donatori del Fondo verde per il clima che ha approvato il secondo rifinanziamento (GCF-2) per il quadriennio 2024-2027.

### Banca Mondiale e Fondo Monetario Internazionale
Il 9-15 ottobre 2023 si sono riuniti a Marrakech il Consiglio dei Governatori della Banca Mondiale e il Fondo Monetario Internazionale. Uno degli argomenti delle riunioni è stata la riforma delle banche multilaterali per lo sviluppo (MDB).

### Youth4Climate
Il 17-19 ottobre 2023 si è tenuto a Roma il 3º Youth4Climate con il titolo Sparking Solutions. Promosso dal Ministero dell'ambiente e della sicurezza energetica italiano e dal Programma delle Nazioni Unite per lo sviluppo (UNDP), ha visto la partecipazione di 130 giovani under 30 provenienti da 63 paesi. Nel corso della manifestazione sono stati premiati 48 progetti sulle tematiche ambientali su oltre 1.143 presentati.

### Pre-COP28
Il 30-31 ottobre 2023 si è tenuta ad Abu Dhabi, capitale degli Emirati Arabi Uniti, la pre-COP28, ultimo impegno ministeriale prima della COP28, nella quale si sono riuniti 70 ministri e 100 delegazioni di negoziatori e leader climatici per verificare i progressi sulle questioni chiave tra cui l'adattamento, la mitigazione, la natura e la finanza climatica.
I colloqui si sono incentrati sulla creazione del Fondo per perdite e danni per i paesi più poveri colpiti dal cambiamento climatico, sul Global Stocktake (bilancio globale) per la realizzazione dell'Accordo di Parigi, sull'impegno non ancora attuato di versare 100 miliardi di dollari ai paesi in via di sviluppo.

### Comitato transitorio su perdite e danni
Il 3-4 novembre 2023 si è tenuta la quinta riunione del Comitato transitorio su perdite e danni (TC5), che si è concluso con una lista di raccomandazioni chiare alla COP28 in merito all'istituzione del Fondo per perdite e danni, previsto dalla COP27 del 2022.

### Dichiarazione di Sunnylands
In vista della COP28 di Dubai, l'inviato speciale statunitense John Kerry e il suo omologo cinese Xie Zhenhua si sono incontrati a Pechino il 16-19 luglio 2023, e a Sunnylands (California) il 4-7 novembre 2023.
Il 14 novembre 2023 Stati Uniti e Cina hanno pubblicato la Dichiarazione di Sunnylands nella quale i due paesi ribadiscono la cooperazione contro il cambiamento climatico e gli impegni previsti dall'Accordo di Parigi (2015) e dal Patto per il clima di Glasgow (2021).

### Conference of Youth
La 18ª Conference of Youth (COY18) si è tenuta a Dubai dal 26 al 28 novembre 2023, a ridosso dell'apertura dei lavori della COP28, con la partecipazione di 1.000 giovani da tutte le parti del mondo. Le Conferenze della gioventù servono da piattaforma per la difesa del clima, per lo sviluppo di capacità e per lo sviluppo delle politiche per preparare i giovani alla partecipazione a dibattiti ed eventi internazionali sul clima.

## Temi chiave della Conferenza

### Perdite e danni
Rendere operativo il Fondo perdite e danni approvato alla COP27 di Sharm el-Sheikh per riparare i danni che paesi più poveri subiscono a causa del cambiamento climatico. L'UNEP nel rapporto Adaptation Gap ha stimato che serviranno tra i 215 e i 387 miliardi di dollari all'anno a favore dei paesi in via di sviluppo.

### Gas serra
Secondo quanto previsto dall'articolo 14 dell'Accordo di Parigi, con la COP28 si conclude la terza fase del primo Global Stocktake (bilancio globale), ossia la prima valutazione dei progressi globali per rallentare il cambiamento climatico, con la valutazione degli impegni nazionali per la riduzione del gas serra (Contributi determinati a livello nazionale, NDC).

### Utilizzo delle fonti fossili
Eliminare o ridurre gradualmente le fonti fossili (carbone, gas, petrolio); triplicare l'energia da fonti rinnovabili entro il 2030; raddoppiare l'efficienza energetica entro il 2030.

### Global Stocktake
Secondo quanto previsto dall'articolo 14 dell'Accordo di Parigi, con la COP28 si conclude la terza fase del primo Global Stocktake (bilancio globale), ossia la prima valutazione dei progressi globali per rallentare il cambiamento climatico.
Al termine della Conferenza sul cambiamento climatico di Bonn è stata predisposta una bozza.
L'8 settembre è stato presentato il rapporto di sintesi del dialogo tecnico del Global Stocktake, redatto con la supervisione degli scienziati Farhan Akhtar (designato dai paesi sviluppati) e Harald Winkler (designato dai paesi in via di sviluppo).
Il rapporto, predisposto con la collaborazione di «oltre 137 soggetti non appartenenti alle Parti [che] hanno presentato input sulle loro azioni e sul sostegno agli obiettivi dell'Accordo di Parigi, in totale sono state ricevute oltre 170.000 pagine di contributi scritti e abbiamo avuto oltre 252 ore di incontri e discussioni durante i tre incontri del dialogo tecnico, in sessioni plenarie, tavole rotonde e conversazioni in piccoli gruppi», riassume 17 principali risultati tecnici emersi dalle discussioni.

## COP28 Dubai 2023
La Conferenza delle Nazioni Unite sui cambiamenti climatici del 2023, comprende la 28ª Conferenza delle Parti dell'UNFCCC (COP28), la 18ª Conferenza delle Parti del Protocollo di Kyoto (CMP18), la 5ª Conferenza delle Parti dell'Accordo di Parigi (CMA5), la 59ª sessione dell'Organismo sussidiario per la consulenza scientifica e tecnologica (SBSTA59) e la 59ª sessione dell'Organismo sussidiario per l'attuazione (SBI59).
A partecipare in presenza alla COP28 sono registrati 97 372 partecipanti: capi di Stato e di governo, funzionari governativi, rappresentanti delle imprese internazionali, rappresentanti del settore privato, accademici, esperti, giovani, lavoratori dei media.
Il 1º dicembre l'intera delegazione iraniana ha abbandonato la Conferenza di Dubai per protestare contro la presenza di Israele «in quanto in contrasto con gli obiettivi e le linee guida della Conferenza», ha comunicato il ministro dell'energia Ali Akbar Mehrabian.

### Impronta di carbonio
Ha fatto discutere la notizia che la maggior parte dei partecipanti alla COP è atterrata negli Emirati a bordo di 315 jet privati. Il sito The Conversation ha calcolato che da Londra a Dubai il viaggio in jet privato è 11 volte più inquinante di un aereo commerciale, 35 volte più del treno e 52 volte più del viaggio in pullman.

### Inizio della Conferenza
Il 30 novembre la Conferenza è iniziata con il passaggio della presidenza dall'egiziano Sameh Shoukry (COP27) all'emiratino Sultan Ahmed al-Jaber.
In conferenza stampa il presidente della COP28 al-Jaber ha comunicato che era stato approvato il Fondo per perdite e danni, dopo un anno di riunioni, e che «la velocità con cui il mondo si è unito per rendere operativo questo fondo entro un anno da quando le parti hanno concordato a Sharm El Sheikh non ha precedenti», con un contributo iniziale degli Emirati di 100 milioni di dollari.
Ha poi preso la parola Simon Stiell, segretario esecutivo della Convenzione quadro delle Nazioni Unite sui cambiamenti climatici (UNFCCC): «Stiamo facendo piccoli passi. [...] Siamo sull'orlo di un precipizio. [...] Decidiamo di finanziare adeguatamente questa transizione [...] e decidiamo di impegnarci in un nuovo sistema energetico».
Jim Skea, neo eletto presidente del Gruppo intergovernativo sul cambiamento climatico (IPCC), ha sottolineato i progressi nella riduzione delle emissioni e nella costante diminuzione dei costi delle energie rinnovabili.
Alcuni studi stimano che le perdite e i danni nei paesi in via di sviluppo siano superiori a 400 miliardi di dollari all'anno e si prevede che aumenteranno.
Il progetto per il nuovo Fondo per perdite e danni prevederà inizialmente la creazione di un fondo gestito della Banca Mondiale in grado di erogare denaro ai paesi in via di sviluppo e finanziato dai paesi sviluppati, dalle economie emergenti e dai paesi produttori di combustibili fossili.

### Vertice dei leader
Il 1º e 2 dicembre si è tenuto il vertice dei capi di Stato e di governo (World Climate Action Summit), presenti 134 leader.
Non hanno partecipato: il presidente statunitense Joe Biden, il presidente cinese Xi Jinping, il presidente russo Vladimir Putin, il presidente iraniano Ebrahim Raisi per non incontrare il presidente israeliano Isaac Herzog.
Papa Francesco, su consiglio dei medici, non si è recato a Dubai e ha inviato un videomessaggio.
Il vertice è stato aperto da Mohammed bin Zayed Al Nahyan, presidente degli Emirati Arabi Uniti, che ha comunicato la creazione del fondo per il clima ALTÉRRA con una dotazione di 30 miliardi di dollari, di cui 25 per le strategie climatiche e 5 per gli investimenti nel Sud globale, con lo scopo di attrarre 250 miliardi di dollari di investimenti entro la fine del decennio.
António Guterres, segretario generale delle Nazioni Unite, ha affermato:
«Siamo a chilometri dagli obiettivi dell'Accordo di Parigi e a pochi minuti da mezzanotte per il limite di 1,5 °C. Ma non è troppo tardi. Possiamo – potete – prevenire lo schianto e l'incendio planetario. Abbiamo le tecnologie per evitare il peggio del caos climatico, se agiamo ora».
Carlo III del Regno Unito, da sempre sensibile ai temi dell'ambientalismo: «Prego con tutto il cuore affinché la COP28 costituisca un altro punto di svolta fondamentale verso un'autentica azione di trasformazione in un momento in cui, come gli scienziati avvertono da tanto tempo, stiamo già assistendo al raggiungimento di punti di non ritorno allarmanti».
Il presidente brasiliano Lula Inácio da Silva, che nel 2025 ospiterà la COP30, dopo aver affermato:
«abbiamo ridotto drasticamente la deforestazione in Amazzonia e la porteremo a zero entro il 2030», ha chiesto l'istituzione di un fondo che ricompensi i paesi che riducono la deforestazione e fornisca incentivi ai residenti delle foreste per evitare pratiche distruttive come il disboscamento, l'allevamento e l'estrazione mineraria.
Il re di Tonga Tupou VI ha segnalato che «gli impatti di vasta portata dei cambiamenti climatici e dei disastri sulla sicurezza umana e sulla mobilità provocano ogni anno lo spostamento di oltre 50 000 persone nel Pacifico, a causa di eventi legati al clima e ai disastri».
William Ruto, presidente del Kenya e presidente del Comitato dei capi di Stato e di governo africani per il cambiamento climatico (CAHOSCC), ha chiesto la creazione di un nuovo patto di finanziamento globale che garantisca che nessun paese sia mai costretto a scegliere tra le proprie aspirazioni di sviluppo e la necessaria azione climatica. Ha inoltre affermato che la minaccia rappresentata dal cambiamento climatico sta devastando i paesi, indipendentemente dalla loro dimensione o ricchezza.
Ursula von der Leyen, presidente della Commissione europea, nel suo intervento ha affermato che «la fissazione del prezzo del carbonio è l'elemento centrale del Green Deal europeo», chi inquina deve pagare un prezzo e se non vuole pagare deve innovare e investire in tecnologie pulite. «Dal 2005 il sistema di scambio di quote di emissione dell'Unione europea ha ridotto le emissioni nei settori interessati di oltre il 37% e le sue entrate hanno totalizzato oltre 175 miliardi di euro».
Il presidente colombiano Gustavo Petro ha comunicato che la Colombia aderirà all'Iniziativa del Trattato di non proliferazione dei combustibili fossili (Fossil Fuel Non-Proliferation Treaty Initiative) È il decimo paese ad unirsi all'iniziativa ma solo il secondo tra i produttori di combustibili fossili. «Non è un suicidio economico. Stiamo evitando l'"omnicidio" del mondo, del pianeta Terra. Non esiste altra formula, nessun altro percorso. Tutto il resto è un'illusione», ha detto.
Stati Uniti d'America, Repubblica Ceca, Cipro, Repubblica Dominicana, Islanda, Kosovo e Norvegia hanno annunciato l'adesione a Powering Past Coal Alliance (PPCA), per l'eliminazione graduale (phase out) del carbone. John Kerry, inviato speciale degli Stati Uniti per il clima, ha affermato: «lavoreremo per accelerare l'eliminazione progressiva del carbone in tutto il mondo, costruendo economie più forti e comunità più resilienti. Il primo passo è smettere di peggiorare il problema, smettere di costruire nuove centrali a carbone».

Contemporaneamente la Francia e altri paesi e organizzazioni aderenti a PPCA hanno lanciato Coal Transition Accelerator, con l'obiettivo di condividere competenze, progettare nuove politiche e sbloccare nuove fonti di finanziamento pubblico e privato per facilitare una transizione giusta dal carbone all'energia pulita.
La presidente del consiglio dei ministri italiano Giorgia Meloni ha annunciato che l'Italia si impegna a versare 100 milioni di euro al Fondo per perdite e danni e che il Fondo italiano per il clima, 4 miliardi di euro, è destinato per il 70% all'Africa, che l'Italia sta facendo la sua parte nel processo di decarbonizzazione e che serve «una sostenibilità ambientale che non comprometta la sfera economica e sociale, una transizione ecologica non ideologica».

#### Accordi

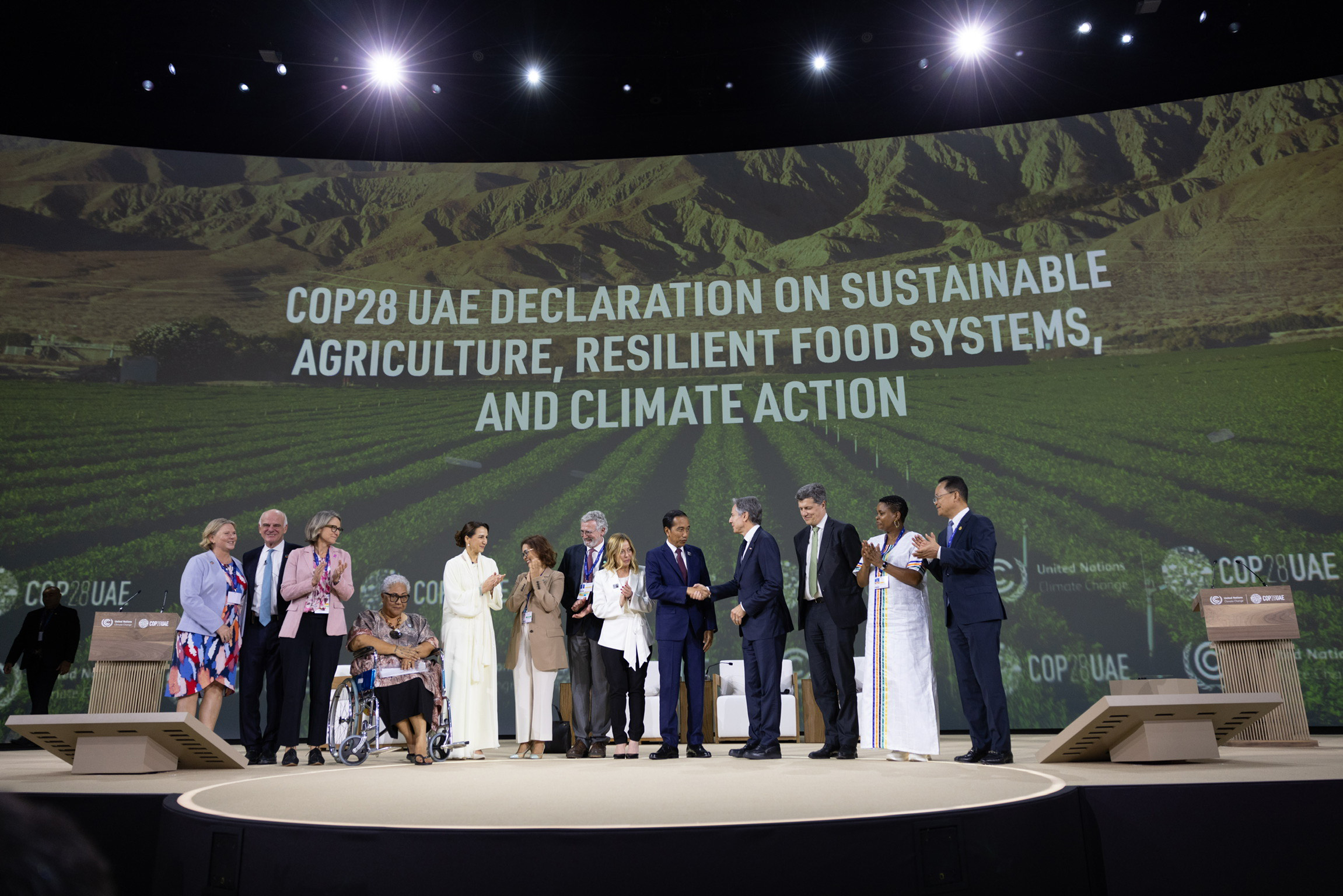
Dichiarazione sull'agricoltura sostenibile, i sistemi alimentari resilienti e l'azione climatica

- Dichiarazione sull'agricoltura sostenibile, i sistemi alimentari resilienti e l'azione climatica (Declaration on Sustainable Agriculture, Resilient Food Systems and Climate Action). Per la prima volta 134 paesi hanno sottoscritto una dichiarazione che prevede l'inclusione di agricoltura e sistemi alimentari nei Piani di adattamento nazionale (NAP) e nei Contributi determinati a livello nazionale (NDC), con la quale si evidenzia la stretta relazione tra alimentazione e cambiamento climatico in quanto il sistema alimentare, dalla fattoria alla tavola, è responsabile di circa un terzo delle emissioni globali di gas serra. Il documento prevede la mobilitazione di oltre 2,5 miliardi di dollari di finanziamenti.[115][116]

- Dichiarazione per triplicare l'energia nucleare (Declaration to Triple Nuclear Energy). La dichiarazione,[117] sottoscritta da 22 paesi (ma non dall'Italia), riconosce il ruolo chiave dell'energia nucleare nel raggiungimento dell'azzeramento globale delle emissioni nette di gas serra entro il 2050 e nel mantenere l'obiettivo di 1,5 °C,[118] in linea con il rapporto presentato nel settembre 2022 dall'Agenzia internazionale dell'energia (IEA).[119] Gli elementi centrali della dichiarazione includono la collaborazione per promuovere l'obiettivo di triplicare la capacità di energia nucleare a livello globale entro il 2050 e l'invito agli azionisti delle istituzioni finanziarie internazionali a incoraggiare l'inclusione dell'energia nucleare nelle politiche di finanziamenti all'energia.

- Impegno globale per le energie rinnovabili e l'efficienza energetica (Global Renewables and Energy Efficiency Pledge). È stato presentato da Unione europea e Presidenza di COP28 con l'obiettivo di «triplicare la capacità di generazione di energia rinnovabile installata a livello mondiale portandola ad almeno 11 000 GW (gigawatt) entro il 2030» e «raddoppiare collettivamente il tasso medio annuo globale di miglioramenti dell’efficienza energetica da circa il 2% a oltre il 4% ogni anno sino al 2030», in collaborazione con l'Agenzia internazionale dell'energia e con l'Agenzia internazionale per le energie rinnovabili (IRENA).[120] All'iniziativa hanno aderito 118 paesi.[121]

- Dichiarazione sul clima e sulla salute (Declaration on Climate and Health). La dichiarazione è stata presentata il giorno precedente alla giornata dedicata alla salute e sottoscritta da 123 paesi. Benché non sia giuridicamente vincolante, funge da invito volontario all'azione al di fuori del processo formale della Convenzione quadro delle Nazioni Unite sui cambiamenti climatici (UNFCCC).[122][123]

- Africa Green Industrialisation Initiative. Il presidente keniano William Ruto e la Presidenza di COP28 hanno lanciato l'Africa Green Industrialisation Initiative (AGII), alla quale hanno aderito altri nove paesi africani. L'iniziativa mira ad accelerare e ampliare le industrie e le imprese verdi, promuovere la mitigazione e l'adattamento climatico e catalizzare la crescita economica verde nel continente africano.[124][125]

### Salute
Il 3 dicembre è stato dedicato a "Salute, sollievo, ripresa e pace" (Health, relief, recovery and peace). Per la prima volta una COP si è occupata di salute. I temi chiave della giornata sono stati cinque:
1. evidenziare prove e chiari nessi tra cambiamento climatico e salute umana;
2. promuovere «argomenti sanitari a favore dell'azione per il clima» e i benefici della mitigazione per la salute;
3. evidenziare esigenze, barriere e migliori pratiche per rafforzare la resilienza climatica dei sistemi sanitari;
4. identificare e ridimensionare le misure di adattamento per affrontare gli impatti del cambiamento climatico sulla salute umana, anche attraverso l'approccio One Health;
5. agire sul nesso tra salute e benessere, ripresa e pace.

Pochi giorni prima dell'apertura della COP28 la rivista The Lancet ha pubblicato il rapporto Countdown on Health and Climate Change che evidenzia che l'incremento delle temperature aumenta la diffusione di malattie infettive, miete vittime e provoca insicurezza alimentare.

Tra le persone più vulnerabili al caldo estremo ci sono le persone di età superiore ai 65 anni: il rapporto stima che in Africa nel periodo 2017-2022 l'11% in più di persone sopra i 65 anni sia morto a causa del caldo estremo rispetto al periodo 2000-2005; nello stesso periodo l'aumento per l'Europa è stato dell'8,8% e del 7% per l'America meridionale e centrale.

Il riscaldamento globale sta contribuendo all'espansione delle malattie infettive in nuove regioni: alcuni scienziati hanno stimato che quasi il 10% della superficie terrestre del mondo che una volta era troppo secca o troppo fredda è diventata adatta alla trasmissione della malaria nel periodo 2013-2022 rispetto al periodo 1951-1960.
 
Mentre il mondo si surriscalda sempre più persone perdono l'accesso a cibo sicuro e nutriente: le alte temperature e la siccità distruggono i raccolti e gli eventi meteorologici estremi impediscono alle persone a lavorare all'aperto, quindi perdono reddito e non riescono a nutrirsi a sufficienza.

### Finanza climatica
Il 4 dicembre è stato dedicato alla finanza climatica, per sostenere i paesi a basso reddito e vulnerabili nella lotta al cambiamento climatico.
Un punto riguarda le "clausole di debito resilienti al clima" (climate resilient debt clauses, CRDC) che consentono di sospendere il rimborso dei debiti quando i paesi sono colpiti da catastrofi climatiche.
In totale 73 paesi hanno invitato i donatori ad espandere l'uso di queste clausole entro il 2025.
Il Regno Unito, la Francia, la Banca Mondiale, la Banca Interamericana di Sviluppo (IDB), la Banca europea per gli investimenti (BEI), la Banca europea per la ricostruzione e lo sviluppo (BERS) e la Banca africana di sviluppo (AfDB) hanno assunto l'impegno di applicare i CRDC nei loro prestiti.
L'impegno a versare 100 miliardi di dollari ai paesi in via di sviluppo a partire dal 2020, secondo l'OCSE sarebbe stato raggiunto nell'anno 2022.
Il Fondo per perdite e danni nei primi cinque giorni ha raggiunto impegni per 725 milioni di dollari.
Il Fondo verde per il clima verrà rifinanziato per il quadriennio 2024-2027 (GCF-2) per 12,8 miliardi di dollari.
Il presidente della Banca Mondiale Ajay Banga ha annunciato che l'istituto entro il 2025 stanzierà il 45% dei propri finanziamenti annuali a progetti legati al clima, contro il 35% precedente; quindi di oltre 40 miliardi di dollari all'anno, con un incremento di 9 miliardi.
La Presidenza di COP28 ha segnalato che nei primi quattro giorni della Conferenza i vari partecipanti hanno preso impegni finanziari per 57 miliardi di dollari, ma è stato stimato che serviranno 2 400 miliardi di dollari all'anno entro il 2030.

### Uguaglianza di genere
Il 4 dicembre è stato anche dedicato all'uguaglianza di genere.
Il tema è stato introdotto dall'emiratina Razan Al Mubarak: «Il cambiamento climatico non è neutrale rispetto al genere. Le donne costituiscono la maggioranza dei poveri del mondo ma, nonostante e forse proprio per questo, le donne e le ragazze sono in prima linea nell'azione per il clima».
Il partenariato Gender-Responsive Just Transitions & Climate Action è stato approvato da 68 paesi e contiene un pacchetto triennale di misure per affrontare l'impatto sproporzionato della perdita di posti di lavoro legata al clima sulle donne.
L'ente delle Nazioni Unite per l'uguaglianza di genere e l'empowerment femminile ha presentato il rapporto Feminist Climate Justice: A Framework for Action che identifica la crisi climatica come una minaccia per i progressi in materia di uguaglianza di genere e diritti umani e come un ostacolo al raggiungimento degli obiettivi di sviluppo sostenibile. Il rapporto descrive come raggiungere una giustizia climatica femminista e fornisce una guida pratica su ciò che i paesi devono fare per passare a economie a basse emissioni e resilienti ai cambiamenti climatici che, pur riconoscendo la leadership di donne, ragazze e persone con diversità di genere nel guidare il cambiamento, è così urgentemente necessario.

### Energia e industria
Il 5 dicembre è stato dedicato a Energia e industria, Giusta transizione e Popolazioni indigene. In particolare le riunioni si sono concentrate sulla decarbonizzazione dell'energia e dell'industria.
Sono stati proposti piani d'azione concreti, tra cui l'aumento degli investimenti, l'eliminazione dei sussidi ai combustibili fossili e la garanzia di un accesso equo.
In merito alla rivoluzione industriale verde è stata evidenziata la trasformazione di settori come quello dell'acciaio, del cemento e dei trasporti marittimi per ridurre le emissioni e adottare processi sostenibili; i temi chiave includono i principi dell'economia circolare, l'innovazione tecnologica e gli investimenti nelle tecnologie a basse emissioni di carbonio.
La Presidenza di COP28 ha presentato il Global Decarbonization Accelerator (GDA) che mira ad accelerare la transizione energetica e a ridurre drasticamente le emissioni globali, sia sul fronte della domanda che dell'offerta. Il GDA si basa su tre pilastri: il rapido ridimensionamento del futuro sistema energetico, la decarbonizzazione del sistema energetico esistente e la lotta al metano e ad altri gas serra diversi dalla CO₂.

### Giusta transizione
In generale, «giusta transizione» significa che, dopo decenni di crescita economica alimentata dal petrolio e dal gas e mentre l'economia globale si avvia verso la decarbonizzazione, è necessario farlo in modo da garantire che i lavoratori e le comunità che dipendono dai combustibili fossili non siano lasciati indietro.
Sunita Narain, ambientalista indiana e direttrice generale del Centro per la scienza e l'ambiente, ritiene che il termine venga utilizzato in modo molto miope: «è molto importante avere una transizione giusta per la manodopera del carbone, per i minatori, per i lavoratori delle centrali termiche». «La transizione per un mondo sostenibile deve essere onesta e giusta».
Anche tra le persone danneggiate dal cambiamento climatico, alcuni gruppi e comunità sono più colpiti, come le donne, i disabili e le popolazioni indigene.

### Popolazioni indigene
Il 5 dicembre è stata anche la giornata dedicata alle popolazioni indigene.
Le popolazioni indigene, benché costituiscano non più del 6% della popolazione mondiale, rappresentano circa il 19% delle persone che vivono in povertà estrema e la loro aspettativa di vita è sino a 20 anni inferiore rispetto all'aspettativa di vita delle popolazioni non indigene.
I popoli indigeni proteggono oltre l'80% della biodiversità globale e gestiscono territori che immagazzinano oltre 300 miliardi di tonnellate di carbonio, ovvero oltre un terzo delle riserve di carbonio più critiche per il raggiungimento degli obiettivi climatici globali.
Nonostante i loro sforzi nel mantenere ecosistemi resilienti, le comunità indigene ricevono meno dell'1% dei finanziamenti per il clima.
Una lettera alla COP28 firmata da 46 organizzazioni indigene inizia così: «Noi, leader indigeni e alleati provenienti da diverse culture, tradizioni e regioni in tutto il mondo, siamo uniti nel chiedere che la COP28 sia una piattaforma per discutere i diritti dei popoli indigeni nel contesto della crescente domanda di minerali estratti per lo stoccaggio di energia, batterie per trasporti elettrificati e altre tecnologie energetiche verdi».

### Azione multilivello, urbanizzazione e ambiente costruito
Il 6 dicembre si è tenuto il secondo incontro ministeriale su urbanizzazione e cambiamento climatico, per concordare una serie di azioni multilivello incentrate su politiche congiunte e finanziamenti per l'urbanizzazione sostenibile in tutti i settori, compresi l'edilizia, i rifiuti, i trasporti, l'acqua, l'energia e la natura.
Circa il 56% della popolazione mondiale risiede in aree urbane e si prevede che salirà al 68% entro il 2050; la popolazione mondiale, stimata in 8 miliardi nel novembre 2022, si prevede arriverà a 9,7 miliardi nel 2050, rischiando di superare la capacità portante dell'ambiente.
Le aree urbane sono anche conosciute come dissipatori di calore (o isole di calore), che assorbono il calore del sole e inaspriscono il consumo di energia, acqua, acque reflue, materiali da costruzione, infrastrutture di trasporto e veicoli.  Le soluzioni basate sulla natura sono un modo per mitigare questi impatti in modo significativo. Altre soluzioni sono: processi sostenibili per la produzione di energia e acqua pulite, la trasformazione dei rifiuti solidi e liquidi in materiali puliti riutilizzabili e lo sviluppo di trasporti più efficienti e sicuri.
La scienziata ambientale Donella Meadows («Non esistono sistemi separati. Il mondo è un continuum. Dove tracciare un confine attorno a un sistema dipende dallo scopo della discussione.») aveva proposto un chiaro insieme di principi per sostenere il nostro ambiente naturale:
- le risorse rinnovabili non dovrebbero essere utilizzate più velocemente di quanto possano rigenerarsi;
- l'inquinamento e i rifiuti non devono essere immessi nell'ambiente più velocemente di quanto l'ambiente possa riciclarli o renderli innocui;
- le risorse non rinnovabili non dovranno assolutamnente essere utilizzate e si dovrebbero sviluppare sostituti rinnovabili;
- la popolazione umana e il capitale fisico devono essere mantenuti a livelli sufficientemente bassi da soddisfare le prime tre condizioni;
- le quattro condizioni precedenti devono essere soddisfatte attraverso processi sufficientemente democratici ed equi da consentire alle persone di sostenerle.

Come esseri umani non siamo separati e non possiamo scavalcare la natura. Forse noi esseri umani non siamo stati in grado di imparare questa lezione sino agli ultimi decenni, abbiamo imparato questa lezione e dobbiamo compiere i passi necessari per aiutare il nostro ecosistema planetario e la comunità vivente che lo abita a vivere in armonia. Un piano d'azione attuabile, misurabile e multilivello sull'ambiente naturale costruito o sulle aree urbane è fondamentale per questo sforzo.

### Trasporti
La crescente flotta di veicoli elettrici in tutto il mondo sta già incidendo sulla domanda di petrolio. Il punto di svolta è stato il sostegno politico all'elettrificazione, riducendo in modo sostanziale la domanda di petrolio da parte del settore dei trasporti, che è stato il motore principale della crescita della domanda globale di petrolio. Secondo l'Agenzia internazionale dell'energia (IEA) i trasporti sono responsabili per circa il 60% della domanda mondiale di petrolio, mentre gli Stati Uniti da soli rappresentano circa il 10%. Questa quota dovrebbe diminuire, poiché l'IEA prevede che i veicoli elettrici cancelleranno circa 5 milioni di barili al giorno della domanda mondiale di petrolio entro il 2030. Secondo gli esperti del settore, il tasso di futura adozione dei veicoli elettrici dipenderà fortemente dai prezzi e dalla disponibilità di stazioni di ricarica.

### Gioventù, bambini, istruzione e competenze
L'8 dicembre è stata la giornata dedicata alla gioventù, ai bambini, all'istruzione e alle competenze. La riunione che aveva per tema i bambini è stata aperta dall'attivista ugandese Vanessa Nakate, ambasciatrice dell'Unicef.
Una ricerca condotta dall'Unicef e dall'Internal Displacement Monitoring Center (IDMC) ha stimato che almeno 43 milioni di bambini sono stati sfollati tra il 2016 e il 2021 a causa di eventi meteorologici estremi; di questi il 95% per inondazioni e tempeste, il resto – più di 2 milioni – a causa degli incendi e della siccità.
Lo sfollamento è traumatico e spaventoso indipendentemente dall'età, ma le conseguenze possono essere particolarmente dirompenti e dannose per i bambini che potrebbero perdere l'accesso all'istruzione e ai vaccini salvavita.
Non c'è mai stata una decisione ufficiale di una Conferenza delle Parti focalizzata su clima e infanzia, e meno del 3% dei finanziamenti internazionali per il clima dal 2006 è stato speso per sostenere i bambini.
Un rapporto del Comitato sui diritti dell'infanzia delle Nazioni Unite, pubblicato in agosto, afferma che i bambini hanno diritto a un ambiente pulito, sano e sostenibile e che i governi devono intraprendere azioni urgenti, compresa l'eliminazione graduale dei combustibili fossili e la transizione verso le energie rinnovabili.
Si è anche tenuto il secondo RewirEd Summit che ha lanciato l'iniziativa Green Rising
con lo scopo per il triennio 2023-2025 di creare percorsi per almeno 10 milioni di bambini e giovani, soprattutto ragazze, nei paesi in via di sviluppo, che possano intraprendere azioni di base attraverso il volontariato, lo sviluppo di competenze verdi, occupazione e imprenditorialità, mobilitando al tempo stesso centinaia di milioni di persone per fare lo stesso attraverso un ecosistema di altri attori pubblici, privati e giovanili.

### Natura, uso del territorio e oceani
Il 9 dicembre è stata la giornata dedicata alla natura, all'uso del territorio e agli oceani, nella quale sono stati presi nuovi impegni per 186,6 milioni di dollari.
In merito al Kunming-Montreal Global biodiversity framework approvato nel 2022, Kirsten Schuijt, direttore generale di WWF International, ha affermato: «ciò che serve ora è un drastico aumento della mobilitazione di capitali per promuovere l'attuazione tangibile di quello storico accordo».
Nel corso della giornata si è tenuto anche l'incontro ministeriale From Agreement to Action: Harnessing 30×30 to Tackle Climate Change che ha voluto mettere in evidenza l’obiettivo globale della biodiversità di proteggere almeno il 30% delle terre e degli oceani del pianeta entro il 2030 (iniziativa 30x30) come strumento fondamentale per affrontare la duplice crisi del cambiamento climatico e della perdita di biodiversità.
L'Alleanza delle mangrovie per il clima (Mangrove Alliance for Climate, MAC), promossa da Emirati Arabi Uniti e Indonesia alla COP27, ha raccolto le adesioni di 37 paesi membri che coprono oltre il 60% delle foreste di mangrovia del mondo.
Il Mangrove Breakthrough, a cui hanno aderito 21 paesi, ha l'obiettivo di ripristinare e proteggere 15 milioni di ettari di mangrovie a livello globale entro il 2030 con finanziamenti per 4 miliardi di dollari.
È stato presentato il progetto Ocean Breakthroughs, da attuare in cinque settori oceanici che possono contribuire sino al 18% delle riduzioni delle emissioni di gas serra entro il 2030 e sino al 35% entro il 2050: aumentare rapidamente la diffusione di parchi eolici in mare aperto, garantire un turismo costiero sostenibile, aumentare la protezione e il ripristino degli ecosistemi marini, incoraggiare la pesca sostenibile e decarbonizzare il lavoro marittimo.
L'High-Level Ocean Panel for a Sustainable Ocean Economy (Ocean Panel), che riunisce 18 paesi che insieme rappresentano il 50% delle coste mondiali e oltre il 45% delle zone economiche esclusive del mondo, ha annunciato l'adesione dell'Organizzazione degli Stati americani, e ribadito l'impegno dei paesi partecipanti a realizzare un'economia oceanica gestendo in modo sostenibile il 100% delle rispettive giurisdizioni oceaniche nazionali.

### Alimentazione, agricoltura e acqua
Il 10 dicembre si è tenuta la giornata dedicata all'alimentazione, all'agricoltura e all'acqua che ha coinvolto anche soggetti non governativi come piccoli proprietari terrieri e agricoltori tradizionali, pescatori e comunità che lavorano in prima linea nella trasformazione del sistema alimentare e impiegano pratiche sostenibili come l'agroecologia, l'agroforestazione, l'agricoltura biologica, la paludicoltura e la gestione locale delle acque dolci.
La Dichiarazione sull'agricoltura sostenibile, i sistemi alimentari resilienti e l'azione climatica, presentata il 1º dicembre, ha nel frattempo raggiunto l'adesione di 158 paesi.
La Freshwater Challenge (FWC), con l'adesione di 38 paesi, è un'iniziativa che mira a sostenere, integrare e accelerare il ripristino di 300 000 km di fiumi degradati e 350 milioni di ettari di zone umide degradate entro il 2030, nonché a conservare intatti gli ecosistemi di acqua dolce.
Food and Agriculture for Sustainable Transformation (FAST) è una iniziativa lanciata alla COP27 di Sharm el-Sheikh che mira a catalizzare e accelerare la trasformazione dell'agricoltura e dei sistemi alimentari entro il 2030 per le persone, il clima e la natura. Si basa su tre pilastri:
- accesso ai finanziamenti: migliorare le capacità dei paesi di identificare e accedere ai finanziamenti e agli investimenti sul clima;
- conoscenza e capacità: sviluppare analisi e linee guida volontarie, sostenere lo sviluppo delle capacità di tutte le parti interessate;
- supporto politico e dialogo: garantire che i sistemi agroalimentari siano pienamente integrati e prioritari nelle politiche sui cambiamenti climatici.

La FAO ha presentato Achieving SDG2 without Breaching the 1.5C Threshold: A Global Roadmap, prima parte della tabella di marcia globale triennale per raggiungere l'Obiettivo di sviluppo sostenibile 2 (SDG2). Stimando che entro il 2030 600 milioni di persone dovranno affrontare la fame, l'impegno della FAO identifica 120 azioni e tappe fondamentali in dieci ambiti: energia pulita, colture, pesca e acquacoltura, perdite e sprechi alimentari, foreste e zone umide, diete sane, bestiame, suolo e acqua, dati e politiche inclusive. Sul fronte delle emissioni, l'obiettivo è ridurre le emissioni di metano dei sistemi agroalimentari del 25% entro il 2030 rispetto al 2020, raggiungere la neutralità carbonica entro il 2035 e trasformarli in serbatoi di carbonio entro il 2050, catturando 1,5 Gt (gigatonnellate) di emissioni di gas serra all'anno.
Nei giorni precedenti, la Convenzione delle Nazioni Unite contro la desertificazione (UNCCD), in collaborazione con International Drought Resilience Alliance (IDRA) ha presentato il rapporto Global Drought Snapshot 2023.
Il rapporto segnala l'emergenza senza precedenti su scala planetaria, in cui gli impatti massicci delle siccità indotte dall'uomo stanno iniziando a manifestarsi, 
l'urgenza di questa crisi con l'aumento della frequenza e della gravità degli eventi di siccità, con la diminuzione dei livelli dei bacini idrici e il calo dei raccolti, mentre continuiamo a perdere diversità biologica e le carestie si diffondono.
Ibrahim Thiaw, segretario esecutivo di UNCCD, ha affermato: «A differenza di altri disastri che attirano l'attenzione dei media, la siccità avviene in modo silenzioso, spesso passando inosservata e non riuscendo a provocare un'immediata risposta pubblica e politica. Questa devastazione silenziosa perpetua un ciclo di abbandono, lasciando le popolazioni colpite a sopportare il peso in isolamento».

## Bozza e accordo finali
Nel pomeriggio dell'11 dicembre, la presidenza della COP28 ha reso disponibile ai partecipanti una prima bozza dell'accordo finale, la quale non includeva alcun riferimento né all'eliminazione (phase-out), né alla riduzione graduale (phase-down) dell'utilizzo dei combustibili fossili, limitandosi a una più vaga richiesta alle nazioni coinvolte di "azioni che potrebbero includere la riduzione del consumo e della produzione di combustibili fossili, in un modo giusto, ordinato ed equo, per raggiungere il net zero entro il 2050". Il documento è stato molto criticato dai paesi e dalle organizzazioni che avrebbero voluto raggiungere compromessi più ambiziosi, e in particolare dall'Alleanza dei piccoli Stati insulari, che lo ha definito "un certificato di morte" per i suoi Paesi membri.
Dopo ulteriori trattative nella notte fra il 12 e il 13 dicembre, nella mattinata di quest'ultimo giorno, durante l'assemblea plenaria di chiusura dei lavori, il presidente del summit Sultan al-Jaber ha annunciato ufficialmente l'approvazione dell'accordo finale della COP28: l'annuncio è arrivato quattro ore dopo la prima pubblicazione del documento, e non ha quindi previsto un dibattito generale, ma non ha ricevuto obiezioni formali. Il testo approvato invitava i Paesi coinvolti ad "allontanarsi gradualmente dall’uso dei combustibili fossili per la produzione di energia, in modo giusto, ordinato ed equo, accelerando gli interventi in questo decennio critico, in modo da raggiungere il net zero entro il 2050, in linea con la scienza», segnalando anche la necessità di provvedimenti tempestivi per limitare l’innalzamento della temperatura media globale oltre gli 1,5 °C. Inoltre, sono stati inclusi anche appelli alla triplicazione della produzione di energia da fonti rinnovabili entro il 2030, al maggior sviluppo di tecnologie "a zero o a basse emissioni" e alla riduzione sostanziale delle emissioni di metano.
L'accordo finale è stato il primo nella storia delle COP a menzionare esplicitamente la necessità di abbandonare tutti i combustibili fossili, visto che nel documento conclusivo della COP26 di Glasgow si faceva riferimento solo al consumo di carbone. Tuttavia, ha suscitato diverse critiche la decisione di escludere l'introduzione di vincoli sia al phase-out, sia al phase-down dell'uso dei combustibili fossili, così come quelle di non delineare dei piani chiari di sostegno economico ai Paesi in via di sviluppo al fine di raggiungere gli stessi obiettivi, e l'inclusione dei combustibili "a basso impatto di emissioni", come il gas naturale, nelle risorse utili alla transizione ecologica. Inoltre, anche la scelta di includere i sistemi di cattura e sequestro del carbonio fra le "tecnologie a zero o a basse emissioni" da sviluppare è stata messa in discussione, per via dei dubbi diffusi sui loro costi e sulla loro efficacia rispetto ad altre tecniche.